# 16 Pułk Dragonów (Cesarstwo Niemieckie)
16 pułk dragonów (2 Hanowerski) (niem. 2. Hannoversches Dragoner-Regiment Nr. 16)  – pułk kawalerii niemieckiej okresu Cesarstwa Niemieckiego.

## Charakterystyka
Pułk został sformowany 24 marca 1813. Stacjonował w Lüneburg . Wchodził w skład X Korpusu Armijnego .

 Wiosną 1914 był w strukturze 20 Brygady Kawalerii z  20 Dywizji Piechoty.
W wyniku mobilizacji, w sierpniu 1914 pułk osiągnął gotowość bojową i w składzie 17 Dywizji Piechoty z IX Korpusu Armijnego został wysłany na front zachodni.